# 黑龙江农村信用合作社
黑龙江农村信用合作社（英文︰Heilongjiang Rural Credit Cooperative），简称黑龙江信合，是2005年8月由黑龙江省内7家地市级原农村信用联合社和9家县级原农村信用联合社入股组建的信用合作社金融机构。
黑龙江农村信用合作社在哈尔滨、齐齐哈尔、绥化、牡丹江、大庆、佳木斯设有分社，在省内其他地级城市设有办事处，总部位于哈尔滨市经纬二道街63-67号。黑龙江信合和中国邮政储蓄银行一样，是网点分布最广泛的银行机构，在黑龙江省各乡镇均有营业网点，黑龙江信合开展存取款、贷款等多种金融服务，但主要服务对象是三农，以发放农村小额贷款为主，可以发行银联卡-鹤卡借记卡。